# Casa Batlles
La Casa Batlles és un edifici modernista situat al carrer de París, 202 de Barcelona, catalogat com a bé cultural d'interès local.

## Història
Va ser projectat el 1903 per l'arquitecte Francesc Ferriol per a Josep Batlles i Fontanet, al mateix temps que l'edifici veí del núm. 204, amb el qual comparteix bastants elements formals i decoratius. El 1909 fou reformat per Eduard Mercader, que li afegí la tribuna del pis principal i les pilastres entre el tercer i el quart pis.

## Descripció
Consta de planta baixa, pis principal, primer, segon, tercer i quart pis.
La planta baixa està constituïda per diferents obertures que corresponen al semisoterrani i a l'entresol. Al seu centre, s'hi situa la gran porta d'entrada. Les finestres de l'entresol són trífores i estan ricament decorades. Presenten una llinda de formes ondulants guarnida amb un fris sinuós de caràcter vegetal (amb un motiu central del qual se'n ramifiquen altres tiges, flors i fulles), sustentat per dues columnes de capitell modernista i fust triple. La base de les mateixes descansa sobre una bonica balustrada en la qual els balustres tenen forma de flor. Totes aquestes ornamentacions vegetals, tan imaginativament explotades durant el Modernisme, no són presents tan sols en els baixos de l'edifici, sinó a la resta de la seva façana, com veurem més endavant. Just a sota de la finestra de l'entresol s'hi disposen les obertures del semisoterrani, les quals són molt més austeres i tan sols estan emmarcades per arcs lobulats. Un sòcol recorre tota l'extensió inferior del mur. Pel que fa a la porta principal, que se situa ben bé al mig dels baixos, comentar que aquesta té forma d'arc rebaixat, els muntants del qual tenen una vistosa decoració de circumferències en relleu disposades de manera successiva. Al capdamunt del marc de la porta s'hi exhibeix una carregada decoració vegetal que fa joc amb la present a les finestres de l'entresol. Les fulles i les tiges s'uneixen conformant un enrevessat conjunt que arriba a la seva màxima expressió a la clau de l'arc i que s'enfila fins a arribar a la tribuna que hi ha just damunt.
La tribuna, situada al centre de la façana, està només present al pis principal, subratllant la seva importància jeràrquica. Es tracta d'un element tancat de tres cossos, el central lleugerament avançat respecte als altres, que té un coronament amb curvatures que encaixen perfectament amb l'ornamentació de ferro forjat que hi ha al capdamunt. Dit treball de forja consisteix en un entramat de diferents tipus de flors que no es repeteix en l'acabament dels altres balcons. Crida l'atenció que, en el cas dels cossos laterals, el ferro serveix com a barana de dues finestres, mentre que en el cos central té tan sols una finalitat decorativa (això sí, s'hi ha disposat una reixa que actua com a separació d'ambdues balconades). Com s'ha dit, la tribuna està tancada i els vidres es disposen dins d'uns arcs trilobulats amb decoracions espirals. A la part superior de cada cos de la tribuna hi ha tallades dues figures triangulars acabades en espirals.
La façana presenta un parament d'imitació de carreus amb encoixinat de juntes amples. Cada nivell presenta quatre balcons ondulants disposats de maneres diferents, a excepció del principal, que és on se situa la tribuna, enllaçada visualment amb els dos balcons laterals gràcies a les baranes de ferro forjat. Al primer pis, els quatre balcons són individuals entre si i tenen cadascun la seva pròpia barana, que en els dos casos centrals descansa sobre la tribuna de la planta anterior. Contràriament, al segon pis, cada parella d'obertures es comunica gràcies a la barana correguda. Pel que fa al tercer pis, només hi ha barana correguda en les dues finestres centrals, mentre que les altres s'han tractat com a balcons individuals. Finalment, al darrer pis tots els balcons són individuals. Cada obertura presenta la seva pròpia ornamentació i, al contrari de molts immobles similars, no decreix a mesura que l'edifici guanya en alçada. Si bé el pis principal és el més vistós gràcies a la seva tribuna, el segon pis presenta un fris més gran de motius vegetals sobre les finestres. En canvi, en els altres casos dit fris és lleugerament menor i al centre del mateix s'hi situa un permòdol amb decoració a conjunt. Un altre element que crida l'atenció i, novament, trenca amb l'hegemonia del pis principal, és la situació d'unes pilastres balustrades sustentades sobre mènsules i que estan situades entre el tercer i el quart pis. De fust triple i capitell modernista, recorden lleugerament a les columnes de les finestres de l'entresol. El capitell s'uneix amb el coronament, el qual està format per un frontó llis de línies corbes. Aquest presenta uns relleus centrals consistents en un òcul envoltat per flors i altres elements vegetals.
L'interior és especialment exuberant. El portal presenta una volta de canó amb un ric enteixinat de fusta que segueix les formes corbes de la volta. Al mig de la volta s'obre un arc carpanell sobre pilastres, tot de guix blanc amb estucs de flors en tons daurats i verdosos. Finalment, precedint a l'ascensor, hi ha un fantasiós arc de línies corbes on es repeteix tota la decoració floral ja descrita, que és complementada amb la barana superior en ferro forjat. Els murs són igualment vistosos, amb un arrambador de ceràmica conformat per rajoles de flors en relleu. Unes tenen tonalitats blaves i estan emmarcades per un element romboidal de color groc que presenta unes petites flors verdes als seus eixos. D'altres, també de color verd, estan disposades en una franja superior i alternades amb rajoles blanques. El plafó on se situen els timbres, de marbre blavós, tampoc es queda curt en originalitat i té les característiques formes ondulants que es repeteixen al llarg de tota la decoració.